# Liste de jeux vidéo J.League
La liste de jeux vidéo J.League répertorie les jeux vidéo en rapport avec le football basés sur la fédération japonaise de football appelée J.League, classés par ordre chronologique.
La franchise J.League connait de nombreux jeux, et aussi de nombreuses séries, telles que Pro Striker, Excite Stage, Prime Goal, Victory Goal, Perfect Striker, Pro Soccer Club o Tsukurō! et Winning Eleven. En 2017, EA Sports achète la licence qui est intégrée dans FIFA 17

## 1990
- J.League Fighting Soccer (1992, Game Boy)
- J.League Champion Soccer (1993, Mega Drive)
- J.League Fighting Soccer (1993, Family Computer)
- J.League Greatest Eleven (1993, PC Engine)
- J.League Hyper Soccer: Wave no Arashi (1993, NEC PC-9801)
- J.League Pro Striker (1993, Mega Drive)
- J.League Pro Striker: Kanzenban (1993, Mega Drive)
- J.League Professional Soccer 1993 (1993, NEC PC-9801)
- J.League Soccer Prime Goal (1993, Super Famicom)
- Formation Soccer on J.League (1994, PC Engine)
- J.League Excite Stage '94 (1994, Super Famicom)
- J.League GG Pro Striker '94 (1994, Game Gear)
- J.League Pro Striker 2 (1994, Mega Drive)
- J.League Professional Soccer 1994 (1994, FM Towns, NEC PC-9801)
- J.League Soccer Prime Goal 2 (1994, Super Famicom)
- J.League Soccer V-Shoot (1994, Arcade)
- J.League Super Soccer (1994, Super Famicom)
- J.League Super Top Players (1994, Family Computer)
- J.League Tremendous Soccer '94 (1994, PC Engine)
- J.League Virtual Stadium (1994, 3DO)
- J.League Winning Goal (1994, Family Computer, Game Boy)
- J.League Big Wave Soccer (1995, Game Boy)
- J.League Excite Stage '95 (1995, Super Famicom)
- J.League Jikkyō Winning Eleven (1995, PlayStation)
- J.League Live '95 (1995, Game Boy)
- J.League Professional Soccer 1995 (1995, NEC PC-9801)
- J.League Soccer: Dream Eleven (1995, Game Gear)
- J.League Soccer: Prime Goal 3 (1995, Super Famicom)
- J.League Soccer Prime Goal EX (1995, PlayStation)
- J.League Super Soccer '95 Jikkyō Stadium (1995, Super Famicom)
- J.League Victory Goal (1995, Saturn)
- J.League Virtual Stadium '95 (1995, 3DO)
- Pro Striker Final Stage (1995, Mega Drive)
- J.League '96 Dream Stadium (1996, Super Famicom)
- J.League Excite Stage '96 (1996, Super Famicom)
- J.League Jikkyō Winning Eleven 97 (1996, PlayStation)
- J.League Prime Goal EX (1996, Arcade)
- J.League Pro Soccer Club o Tsukurō! (1996, Saturn)
- J.League Victory Goal '96 (1996, Saturn)
- J.League Virtual Stadium '96 (1996, PlayStation)
- Jikkyō J.League: Perfect Striker (1996, Nintendo 64)
- J.League Dynamite Soccer 64 (1997, Nintendo 64)
- J.League Eleven Beat 1997 (1997, Nintendo 64)
- J.League Go Go Goal! (1997, Saturn)
- J.League Jikkyō Winning Eleven 3 (1997, PlayStation)
- J.League Live 64 (1997, Nintendo 64)
- J.League Pro Soccer Club o Tsukurō! 2 (1997, Saturn)
- J.League Victory Goal '97 (1997, Saturn)
- Combination Pro Soccer: J.League no Kantoku ni Natte Sekai wo Mezase! (1998, PlayStation)
- J.League Jikkyō Honoo no Striker (1998)
- J.League Jikkyō Winning Eleven '98-'99 (1998, PlayStation)
- Nihon Daihyō Team France de Ganbare!: J.League Supporter Soccer (1998, Game Boy)
- J.League Excite Stage GB (1999, Game Boy Color)
- J.League Pro Soccer Club o Tsukurō! (1999, Dreamcast)
- J.League Soccer: Jikkyō Survival League (1999, PlayStation)
- J.League Tactics Soccer (1999, Nintendo 64)
- Jikkyō J.League 1999 Perfect Striker (1999, PlayStation)
- Jikkyō J.League 1999 Perfect Striker 2 (1999, Nintendo 64)

## 2000
- J.League Jikkyō Winning Eleven 2000 (2000, PlayStation)
- J.League Jikkyō Winning Eleven 2000 2nd (2000, PlayStation)
- Soccer Tsuku Tokudai Gō J.League Pro Soccer Club o Tsukurō! (2000, Dreamcast)
- J.League Excite Stage Tactics (2001, Game Boy Color)
- J.League Jikkyō Winning Eleven 2001 (2001, PlayStation)
- J.League Pocket (2001, Game Boy Advance)
- J.League Winning Eleven 5 (2001, PlayStation 2)
- Jikkyō J.League Perfect Striker 3 (2001, PlayStation 2)
- Jikkyō J.League Perfect Striker 4 (2001, PlayStation 2)
- Soccer Tsuku Tokudai Gō 2: J.League Pro Soccer Club o Tsukurō! (2001, Dreamcast)
- Captain Tsubasa: Eikō no Kiseki (2002, Game Boy Advance)
- J.League Pocket 2 (2002, Game Boy Advance)
- J.League Pro Soccer Club o Tsukurō! (2002, Windows)
- J.League Pro Soccer Club o Tsukurō!: Power-up kit (2002, Windows)
- J.League Pro Soccer Club o Tsukurō! Advance (2002, Game Boy Advance)
- J.League Spectacle Soccer (2002)
- J.League Winning Eleven Advance 2002 (2002, Game Boy Advance)
- J.League Winning Eleven 6 (2002, PlayStation 2)
- Jikkyō J.League Perfect Striker 5 (2002, PlayStation 2)
- Soccer Tsuku 2002: J.League Pro Soccer Club o Tsukurō! (2002, PlayStation 2)
- J.League Pro Soccer Club o Tsukurō! 3 (2003, PlayStation 2)
- J.League Tactics Manager (2003, PlayStation 2)
- J.League Winning Eleven Tactics (2003, PlayStation 2)
- J.League Pro Soccer Club o Tsukurō! '04 (2004, PlayStation 2)
- J.League Pro Soccer Club o Tsukurō! Mobile (2004, Mobile)
- J.League Winning Eleven 8: Asia Championship (2004, PlayStation 2)
- J.League Pro Soccer Club o Tsukurō! Mobile 2 (2005, Mobile)
- J.League Winning Eleven 9: Asia Championship (2005, PlayStation 2)
- J.League Winning Eleven 10 + Europa League 06-07 (2006, PlayStation 2)
- J.League Pro Soccer Club o Tsukurō! 5 (2007, PlayStation 2)
- J.League Winning Eleven 2007 Club Championship (2007, PlayStation 2)
- J.League Pro Soccer Club o Tsukurō! Mobile 3 (2008, Mobile)
- J.League Winning Eleven 2008 Club Championship (2008, PlayStation 2)
- Soccer Tsuku DS: Touch and Direct (2008, Nintendo DS)
- J.League Pro Soccer Club o Tsukurō! 6: Pride of J (2009, PlayStation Portable)
- J.League Pro Soccer Club o Tsukurō! Online (2009, Windows)
- J.League Winning Eleven 2009 Club Championship (2009, PlayStation 2)

## 2010
- J.League Winning Eleven 2010 Club Championship (2010, PlayStation 2)
- Soccer Tsuku DS: World Challenge 2010 (2010, Nintendo DS)
- J.League Pro Soccer Club o Tsukurō! 7: Euro Plus (2011, PlayStation Portable)
- World Soccer Winning Eleven 2012 (2011, PlayStation 3)
- J.League Pro Soccer Club o Tsukurō! 8: Euro Plus (2013, PlayStation Portable)

## Jeu annulé
- J.League Soccer Ole! Supporters (annulé, Super Famicom)